# Клаус Юнге
Кла́ус Ю́нге (нім. Klaus Junge; 1 січня 1924, Консепсьйон, Чилі – 17 квітня 1945, Велле, Німеччина) був одним із наймолодших в історії німецьких шахів майстрів.

## Біографія
Клаус Юнге народився в сім'ї чилійських німців в одному з найбільших міст країни. Його батько, Отто був сильним шахістом і виграв Чемпіонат Чилі з шахів у 1922. Разом з батьками та чотирма братами Клаус повернувся на історичну батьківщину в 1929. Поселившись у Гамбурзі, Юнге долучились до життя тогочасної Німеччини.
По завершенню школи Клаус вступив у Гамбурзький університет, вивчав математику. На перші роки світової війни припадає його піднесення як шахового майстра. Вважався найталановитішим (після, хіба що, Емануїла Ласкера) молодим шахістом в історії Німеччини. Однак попри це і попри навчання взимку 1942-43 він був призваний до лав Вермахту. Був залучений до оборони Гамбурга. В званні лейтенанта артилерії 17 квітня 1945 Клаус Юнге загинув у бою на Люнебурзькому пустищі.

## Шахова кар'єра
Клаус Юнге вдало зіграв на місцевих змаганнях Конгресу північних земель 1938, посівши вищу сходинку групи Б, а наступного року повторив успіх у головній групі змагань. Широкою шаховою публікою був помічений на юнацькому турнірі 11–20 серпня 1939. Тоді у Фюрстенвальде був розіграний Юніорський шаховий тиждень (нім. Jugendschachwoche), на якому 15-річний Клаус зустрівся з Вольвгангом Унцікером (14 років), Едіт Келлер (17), Рудольфом Кунатом (15) та Карлом Крбавічем (17). В 1941 Клаус Юнге здобув визнання як один із найсильніших шахістів Рейху. В тому році він виграв чемпіонат міста Гамбург (9 перемог у 9 партіях); у травні переміг на кваліфікаційному турнірі в Бад-Ельстері. Таким чином 17-річний юнак кваліфікувався на 8-й Чемпіонат Німеччини, що проходив у Бад-Ейнгаузені в серпні 1941. На тому турнірі він розділив перше місце з Паулем Феліксом Шмідтом, однак програв йому матч-плейофф у Бромберзі (+0 –3 =1). В жовтні 1941 Клаус Юнге посів четверте місце (7 пунктів у 11 партіях) на другому турнірі Генерал-Губернаторства (перші місця розподілились наступним чином: 1-2. Олександр Алехин та П. Ф. Шмідт по 8½; 3. Юхим Боголюбов 7½).
В січні 1942 Юнге святкував перемогу в Дрезденському турнірі. Пізніше того року ж року був другим (слідом за Вальтером Ніфаусом) у Лейпцигу. В квітні посів друге місце на турнірі в місті Росток, а в червні розділив 3-4 з Шмідтом, пропустивши вперед Алехіна та Пауля Кереса на шаховому турнірі в Зальцбурзі. В вересні фінішував сьомим на першому Чемпіонаті Європи в Мюнхені, виграному Алехіним. В жовтні 1942 посів друге (за Алехіним) місце на Третьому чемпіонаті Генерал-Губернаторства. В грудні з тим же уславленим шахістом розділив перше місце турніру в Празі. В 1942 та вже перебуваючи в армії, в 1943 зіграв декілька заочних турнірів, обігравши, зокрема Рудольфа Тешнера та Еміля Йозефа Дімера. Загинув, коли йому виповнився лише 21 рік.
Попри те, що Юнге відверто сповідував прихильність до націонал-соціалізму вже 1946 року в Регенсбурзі відбувся перший меморіал його імені. Переможцем став українець Федір Богатирчук.